# Trhová Hradská
Trhová Hradská (in ungherese Vásárút) è un comune della Slovacchia facente parte del distretto di Dunajská Streda, nella regione di Trnava.